# Sandy Petrey
Donald « Sandy » Petrey, né en 1941, est un universitaire américain, professeur émérite de littérature comparée à l'université de New York à Stony Brook, et spécialiste de la littérature française du XIXe siècle.

## Biographie
Sandy Petrey obtient son diplôme à l'université Emory en 1962, puis réalise un doctorat à l'université Yale en 1966. Il réalise l'ensemble de sa carrière d'enseignant à l'université d'État de New York à Stony Brook, où il est nommé assistant de français  en 1966, puis professeur agrégé en 1974. De 1977 à 1982, il est professeur agrégé de français et littérature comparée, puis il est promu professeur en 1982. Il est président du sénat de l'université Stony Brook (en) en 1987-1988. Il est professeur émérite depuis 2012.

## Publications

### Ouvrages
- History in the Text : 'Quatrevingt-Treize' and the French Revolution, John Benjamins B.V., 1980 (ISBN 9027217130)[3],[4]
- Realism and Revolution : Balzac, Stendhal, Zola and the Performances of History, Cornell University Press, 1989 (ISBN 0801422167)[5],[6]
- [édition scientifique] The French Revolution, 1789-1989 (EC302) : Two Hundred Years of Rethinking, Texas Tech University Press, 1989 (ISBN 0896721981).
- Speech Acts and Literary Theory, Routledge, 1990 (ISBN 1138689742)
- In the Court of the Pear King : French Culture and the Rise of Realism, Ithaca, Cornell University Press, 2005 (ISBN 0-8014-4341-5).

### Articles
- « Stylistics and Society in La Curée », MLN, mai 1974, vol. 89, no 4, p. 626-640, [lire en ligne].
- « Discours social et littérature dans Germinal », Littérature, no 22,‎ 1976, p. 59-74 (lire en ligne, consulté le 24 mai 2021).
- « Historical Reference and Stylistic Opacity in Le Ventre de Paris », Kentucky Romance Quarterly, 1977, no 24, p. 325-340, [lire en ligne].
- « La république de La Débâcle », Les Cahiers naturalistes, 1980, no 54, p. 87-95.
- « The Reality of Representation: Between Marx and Balzac », The Sociology of Literature, vol. 14, no 3,‎ printemps 1988, p. 448-468 (lire en ligne, consulté le 24 mai 2021).
- « Victor Hugo and Revolutionary Violence: The Example of "Claude Gueux" », Studies in Romanticism, vol. 28, no 4,‎ 1989, p. 623-641 (lire en ligne, consulté le 24 mai 2021).
- « Pears in History », Representations, no 35,‎ été 1991, p. 52-71 (lire en ligne, consulté le 24 mai 2021).
- « Language Charged with Meaning », Yale French Studies, no 103,‎ 2003, p. 133-145 (lire en ligne, consulté le 24 mai 2021).